# Eutelia indisticta
Eutelia indisticta là một loài bướm đêm trong họ Noctuidae.